# Henndlein av Regensburg
Henndlein av Regensburg, död efter 1415, var en judisk lärare. 
Hon är dokumenterad som die meistrin från 1415, och ska ha hållit skola för barn, möjligen en flickskola eller en skola för yngre barn. Det är exceptionellt, eftersom det inte finns något exempel på någon annan kvinnlig yrkeslärare, eller skola för flickor, inom judendomen i Europa från denna tid. 